# NGC 3695
NGC 3695 (NGC 3698) je prečkasta spiralna galaktika u zviježđu Velikom medvjedu. Naknadno je utvrđeno da je NGC 3698 ista galaktika.

## Vanjske poveznice
- (eng.) SEDS: NGC 3695
- (eng.) Revidirani Novi opći katalog
- (eng.) Izvangalaktička baza podataka NASA-e i IPAC-a
- (eng.) Astronomska baza podataka SIMBAD
- (eng.) VizieR